# Trunchi (geometrie)
În geometrie un trunchi este porțiunea care se găsește între două plane paralele ce secționează un poliedru (de obicei un con sau piramidă).

## Formule

### Trunchi de piramidă
| Aria laterală | {\displaystyle {\frac {(P_{B}+P_{b})\cdot a_{t}}{2}}}                  |
| Aria totală   | {\displaystyle A_{l}+A_{B}+A_{b}}                                      |
| Volumul       | {\displaystyle {\frac {h}{3}}(A_{B}+A_{b}+{\sqrt {A_{B}\cdot A_{b}}})} |

{\displaystyle P_{B}}=Perimetrul bazei mari
{\displaystyle P_{b}}=Perimetrul bazei mici
{\displaystyle a_{t}}=apotema trunchiul
{\displaystyle A_{l}}=Aria laterală
{\displaystyle A_{B}}=Aria bazei mari
{\displaystyle A_{b}}=Aria bazei mici
{\displaystyle h}=Înălțimea trunchiul